# 스테판 차녹
스티븐 차녹 (Stephen Charnock) (1628–1680)은 청교도, 영국 비국교도 독립파 목회자이다. 차녹은 런던의 성 캐터린 크리 (St Katherine Cree) 교구에서 태어났다.

## 삶
차녹은 임마누엘 칼리지 (케임브리지 대학교)에서 수학했다. 청교도 목사로서 그의 신앙의 여정의 출발점이 바로 임마누엘 칼리지에서의 공부였으며, 이곳에서 공부 중에 기독교 신앙을 더 심화하게 되었다. 칼리지를 떠난 후, 그는 아마도 개인 교사를 했을 것이라고 추정되며, 그 이후에 서더크에서 짧게 목회 사역을 했다.
1656년에 차녹은 아일랜드로 이동을 하게 되며, 그곳에서 그는 아일랜드의 통치자였던 헨리 크롬웰의 사제가 된다. 더블린에서 차녹은 규칙적으로 설교 사역을 하게 된다. 차녹은 이 설교 사역의 대상을 단순히 특정 계층에 집중한 것이 아니라, 교파를 초월하고, 사회적 신분을 뛰어넘는 포용력을 가진 설교를 하게 된다.
1675년에 차녹은 런던의 크로스비 홀 (Crosby Hall)에서 동사 목사 사역 (co-pastorship)을 시작한다. 이것이 그가 1680년 죽기 전까지 공식적으로 했던 목회 사역이었다.

## 저서
대부분의 차녹의 저서들은 그가 죽고 나서 출판되었다. 차녹의 주 저서로는 크로스비 홀에서 강연을 했던 시리즈를 모아서 출판한 Discourses upon the Existence and Attributes of God을 으뜸으로 친다.
국내에서는 다음과 같은 차녹의 책들이 번역되어 있다.
- 스티븐 차녹 지음, 이태복 역, 당신의 거듭남 확실합니까 (서울: 지평서원, 2000).
- 스티븐 차녹 지음, 김영우, 이미아 역, 죽임 당하신 어린양 (서울: 지평서원, 2011).
- 스티븐 차녹 지음, 임원주 역, 하나님을 아는 지식 1 (서울: 부흥과개혁사, 2012).
- 스티븐 차녹 지음, 임원주 역, 하나님을 아는 지식 2 (서울: 부흥과개혁사, 2012).

## 참고 문헌
- Beeke, Joel R., and Randall J. Pederson. “Stephen Charnock (1628-1680).” In Meet the Puritans: With a Guide to Modern Reprints. Grand Rapids: Reformation Heritage Books, 2006.
- _____ and Mark Jones. “Stephen Charnock on the Attributes of God.” In A Puritan Theology: Doctrine for Life. Grand Rapids: Reformation Heritage Books, 2012.
- Deusterman, Ken. “Stephen Charnock’s Doctrine of God: An Anthology of the Existence and Attributes of God.” American Theological Inquiry 3, no. 1 (January 2010): 127–149.
- Drayson, F. K. “Divine Sovereignty in the Thought of Stephen Charnock.” In Puritan Papers, vol. 1. Edited by D. Martyn Lloyd-Jones and Foreword by W. Robert Godfrey. Phillipsburg: P&R Publishing Company, 2000.
- Gatis, George Joseph. “Stephen Charnock’s View of Substantive Biblical Law.” Contra Mundum, no.13 (Fall 1994): 1–14.
- Park, Jae-Eun. "Stephen Charnock’s Christological Knowledge of God in A Discourse of the Knowledge of God in Christ." The Confessional Presbyterian, 10 (2014): 73-81 (박재은, "A Discourse of the Knowledge of God in Christ에 나타난 스티븐 차녹의 기독론적 하나님의 지식." The Confessional Presbyterian, 10 (2014): 73-81.
- Trueman, R. Carl. “Reason and Rhetoric: Stephen Charnock on the Existence of God.” In Reason, Faith and History Philosophical Essays for Paul Helm. Farnham: Ashgate Publishing, 2008.
- Yuille, J. Stephen. “How Pastoral Is Open Theism?: A Critique from the Writings of George Swinnock and Stephen Charnock. 보관됨 2012-02-06 - 웨이백 머신” Themelios 32, no. 2 (January 2007): 46–61.